# Affäre Nina B.
Affäre Nina B. ist ein französisch-deutsches Filmdrama aus dem Jahre 1961 nach einer Romanvorlage von Johannes Mario Simmel. Unter der Regie von Robert Siodmak spielt das Ehepaar Nadja Tiller und Walter Giller sowie der Franzose Pierre Brasseur die Hauptrollen.

## Handlung
Die Nachricht schlägt ein wie eine Bombe: Der erfolgreiche Geschäftsmann Herr B. (in der französischen Fassung: Michel Berrera), ein undurchsichtiger Strippenzieher mit verborgenen Verbindungen in höchste bundesrepublikanische Wirtschafts- und Politkreise, ist auf ominöse Weise gestorben.  Einige der wichtigsten Entscheidungsträger der noch jungen Bundesrepublik atmen auf, denn Herr B. war alles andere als beliebt. Sein Wohlstand und seine Macht basierte einzig auf seiner Grundskrupellosigkeit, mit der der Finanzjongleur Konkurrenten und Politiker unter Druck setzte und erpresste. Herr B. besorgte sich auf dunklen Wegen geheime Unterlagen aus der DDR bezüglich der Nazi-Vergangenheit prominenter Bundesbürger, die er mit seinem neuen Wissen zur Willfährigkeit zwang. Einer der Erpressten ist ein gewisser Schwerdtfeger, im Krieg als SS-Gruppenführer im deutsch-besetzten Ausland an Folterungen und Massenerschießungen maßgeblich beteiligt. Doch Schwerdtfeger und seine Kumpane wollen dies nicht einfach so hinnehmen. Schwerdtfeger, ein elegant und kultiviert auftretender Geschäftsmann mit zahlreichen internationalen Kontakten, holt zum Gegenschlag aus und erpresst im Gegenzug Herrn B., denn dessen Geschäftsgebaren ist alles andere als sauber.
In diesem Geflecht aus Lug und Betrug, tiefdunklen Vergangenheiten, Intrigen und Erpressungen entsteht ein zweiter Handlungsstrang, in dem Herrn B.s Gattin Nina und der vor kurzem eingestellte Chauffeur Holden die zentralen Protagonisten sind. Einen Monat vor seinem gewaltsamen Tod stellt B. mit dem jungen und diskreten Mann jemanden als seinem Fahrer ein, der bei einem Finanzprojekt mit einem afrikanischen Entwicklungsland zu seinem Vertrauten wird. Nina B. hat sich im Laufe der Ehe von ihrem Mann innerlich stark entfernt, sie spürt oft nur noch Ekel und hat bereits einen Selbstmordversuch hinter sich. Schließlich beginnt Nina mit Holden, der ihr bald über Gebühr zugetan ist, eine Affäre. In der Zwischenzeit hat Schwerdtfeger soviel Material gegen seinen schärfsten Widersacher Herrn B. gesammelt, dass dieser vorübergehend verhaftet wird. Intrigen und Kungeleien führen jedoch dazu, dass das Verfahren gegen ihn plötzlich wieder eingestellt wird. Am Ende gibt es mit dem ungeliebten Nina-Gatten einen Toten, nicht etwa das Opfer einer der von ihm Erpressten, sondern gemeuchelt durch die Hand seiner Gattin, die Herrn B. mit einer Überdosis Pillen ins Jenseits befördert hat.

## Produktionsnotizen
Affäre Nina B. entstand von Februar bis März 1961 im Studio de Boulogne, Paris. Drehorte der Außenaufnahmen waren Wiesbaden, Frankfurt am Main, Hannover, Oestrich am Rhein und Berlin-West. Die Uraufführung erfolgte am 7. Juni 1961 in Paris, die deutsche Erstaufführung am 12. September 1961 im Zoo-Palast in Berlin.
Die Filmbauten entwarf Jean d’Eaubonne, assistiert von Raymond Gabutti, die Kostüme Rosine Delamare.
Dieser Film war, nach Mein Schulfreund, bereits Siodmaks zweite Adaption eines Simmel-Romans.

## Unterschiede zur Romanvorlage
Siodmak und sein französischer Produzent haben einige Namen verändert. So ist aus Julius Maria B.(rummer) des Romans in diesem Film Michel B.(errera) geworden, während der literarische Holden mit Vornamen Robert heißt, in der (französischen) Filmfassung hingegen Antoine.

## Kritiken
„Nadja Tiller kehrte an die Stätte ihres Rosemarie-Erfolgs - Frankfurt am Main - zurück, um in haarsträubender Deutschland-Kolportage zu posieren. In Pelzen, Negligés und Dessous spielt sie die ebenso hysterische wie frigide Zentralfigur einer wirren und spannungslosen Story: Nachdem sie vergebens den Freitod gesucht und sodann mit ihrem Chauffeur (dargestellt von ihrem Mann Walter Giller) eine Liebesnacht verbracht hat, befördert sie ihren Film-Gatten, einen mysteriösen Finanzschieber (Pierre Brasseur), mittels Tabletten in den Tod. Regisseur Robert Siodmak bestückte den Society-Krawall mit aktuellen Schlagworten wie Entwicklungshilfe (Geschäfte mit Afrika), Kriegsverbrechen (SS-Peiniger als westdeutsche Wirtschaftsführer), Sowjetzone (Autojagd im Wald von Potsdam).“

„Nadja Tiller überrascht als verzweifelt aufbegehrende Frau: eine kosmetisch schöne Erscheinung entpuppt sich als getretener Mensch, der mit allen Mitteln um seine Freiheit kämpft.“

Die Süddeutsche Zeitung befand, Simmels Roman sei „eine Kriminalgeschichte mit finanzpolitischem Hintergrund“, und Siodmak inszeniere die Filmversion „ein wenig verschleiernd, Psychologie und Kombinationslust weckend, auf jeden Fall spannend.“
Im Lexikon des Internationalen Films heißt es: „Ein nicht immer leicht verständlicher, krauser Versuch, Zeitkritik, Eheprobleme und einen Kriminalplot unterhaltsam zu verbinden.“